# Seznam slovenskih podjetij
Seznam slovenskih podjetij razvrščen po Standardni klasifikaciji dejavnosti (vir razvrščanja je glavna dejavnost registrirana v Poslovnem registru Slovenije, ki se vodi pri AJPES):

## A - Kmetijstvo in lov, gozdarstvo, ribištvo
- Evrosad Krško d.o.o.
- Panvita

## C - Predelovalne dejavnosti
- Vipap Videm tovarna papirja Krško
- Metalna Senovo
- Krka
- Lek
- GALEX, proizvodnja in promet s farmacevtskimi in drugimi proizvodi d.d.
- Domel
- FORSTEK orodjarstvo, inženiring, trgovina, zastopstvo d.o.o.
- STT STROJNA TOVARNA TRBOVLJE d.d., Tovarna strojev in naprav
- Trimo
- ALPINA, tovarna obutve, d.o.o.
- BETI Tekstilna industrija d.d.
- LABOD konfekcija Novo mesto d.d.
- LISCA d.d. modna oblačila Sevnica
- ADRIA MOBIL Proizvodnja, trgovina in storitve, d.o.o. Novo mesto
- REVOZ podjetje za proizvodnjo in komercializacijo avtomobilov d.d.
- Akrapovič
- Alples
- EMO
- Gorenje
- LTH
- ISKRAEMECO, merjenje in upravljanje energije, d.d.
- Lafarge Cement Trbovlje
- Pipistrel
- Seaway
- Kema Puconci
- Vezenje Ercigoj

## Č - Oskrba z električno energijo, plinom in paro
- Termoelektrarna Toplarna Ljubljana

## E - Gradbeništvo
- Gratel

## F - Trgovina, vzdrževanje in popravila vozil
- GEOPLIN d.o.o.
- Petrol
- FARMEDICA Trgovsko podjetje d.o.o.
- MEDIS, farmacevtska družba, d.o.o.
- Mercator
- ENGROTUŠ podjetje za trgovino, d.d.
- HAMEX, trgovina in storitve, d.o.o.

## G - Promet in skladiščenje
- Adria Airways
- Adria Transport
- Alpetour
- INTEREUROPA, Globalni logistični servis, delniška družba
- JAVNO PODJETJE LJUBLJANSKI POTNIŠKI PROMET, d.o.o.
- Splošna plovba
- Kam-Bus

## H - Gostinstvo
- Terme Čatež

## I - Informacijske in komunikacijske dejavnosti
- 1A INTERNET poslovne storitve d.o.o.
- ALARIX sistemske integracije d.o.o.
- Avtenta.si
- Comtrade d.o.o.
- HERMES Softlab programska oprema d.o.o.
- Intera
- MIMATEAM, računalniške in informacijske storitve, Matej Žagar s.p.
- Margento R&D d.o.o.
- AMIS, družba za telekomunikacije d.o.o.
- Si.mobil
- T-2
- Telemach, širokopasovne komunikacije, d.o.o.
- Telekom Slovenije
- Tušmobil
- Vendi d.o.o.
- VMA informacijsko svetovanje d.o.o.
- XLAB d.o.o.

## J - Finančne in zavarovalniške dejavnosti
- Banka Koper

## L - Strokovne, znanstvene in tehnične dejavnosti
- TRIERA, podjetniško in poslovno svetovanje, d.o.o.
- Slovenske železnice
- DATA, poslovne storitve, d.o.o..

## M - Druge raznovrstne poslovne dejavnosti
- VARNOST MARIBOR varovanje premoženja, trgovina, storitve in proizvodnja d.d.
- Sintal d.o.o.

## O - Izobraževanje
- Ljudska univerza Ptuj
- Ljudska univerza Krško
- Ljudska univerza Velenje
- Ljudska univerza Škofja Loka
- Ljudska univerza Nova Gorica
- Zasavska ljudska univerza
- Ljudska univerza Koper
- Ljudska univerza Ravne na Koroškem

## P - Zdravstvo in socialno varstvo
- ZVD d.o.o. zavod za varstvo pri delu